# Saccopharynx
Saccopharynx es el nombre de un género de peces abisales parecidos a anguilas con bocas grandes, estómagos extensibles, de largos cuerpos sin escamas y aspecto extraño. Es el único género de la familia Saccopharyngidae. El nombre procede del latín saccus, con el significado de "saco", y del griego pharyngx, que es "faringe".
Como otros saccopharyngiformes, los peces de este género son conocidos como engullidores o anguilas engullidoras.

## Características
Son generalmente de color negro y pueden alcanzar los 2 m de longitud. Se han encontrado a profundidades de 1.800 m. Sus colas acaban en un órgano luminoso con forma de bulbo. El propósito exacto de este órgano es desconocido, aunque es probable que sea utilizado como señuelo.

## Especies
El género Saccopharynx contiene once especies:
- Saccopharynx ampullaceus (Harwood, 1827)
- Saccopharynx berteli Tighe y Nielsen, 2000
- Saccopharynx flagellum Cuvier, 1829
- Saccopharynx harrisoni Beebe, 1932
- Saccopharynx hjorti Bertin, 1938
- Saccopharynx lavenbergi Nielsen y Bertelsen, 1985
- Saccopharynx paucovertebratis Nielsen y Bertelsen, 1985
- Saccopharynx ramosus Nielsen y Bertelsen, 1985
- Saccopharynx schmidti Bertin, 1934
- Saccopharynx thalassa Nielsen y Bertelsen, 1985
- Saccopharynx trilobatus Nielsen y Bertelsen, 1985